# 塚田好宣
塚田 好宣（つかだ よしのぶ、1969年8月24日 - ）は、千葉県鎌ケ谷市出身のプロゴルファー。

## 来歴
東海大学を1年で中退してアメリカに渡り、親友の佐藤信人の伝を頼ってニューメキシコ陸軍士官学校に入学し、卒業後にサウスイースタン・ルイジアナ大学に進んだが中退 。オーストラリアに渡ってプロに転向した異色の経歴を持ち、日本のプロテストは1999年に合格。
全寮制のニューメキシコ陸軍士官学校での生活は、午前中は授業に出席し、午後はゴルフ練習、会話は全て英語であった。生活は厳しく、欧州や南米などの人と2人部屋で、テーブル掃除は逆さにして脚の裏まで拭かないといけなかった。本棚の本の並べ方は順序が決まっていたほか、シャツはしわなくアイロンをかけ、服も順番通りに並べてハンガーにかけた。靴はピカピカに磨きあげないといけず、髪を伸ばすのも禁止で、規律が厳しく、軍隊さながらであった。
海外志向が強く、アジアンツアーにも積極的に参戦。流暢なタイ語も操る国際派として、2004年にはシンガポールで開催された全英オープンのアジア予選を突破して初のメジャー出場を果たしている。全英オープンでは舞台となったロイヤルトルーンを踏んだ時に「プロになって本当に良かった」と感慨に耽ったのも束の間、2日目はあまりのボギーの多さに途中でプレーを止めたくなるほどの屈辱を味わい、通算17オーバーで予選落ちに終わる。
2005年に36歳で初めて日本のシードを獲得し、その後は2度シードから陥落するがその度に這い上がってきた。
2008年のミズノオープンでは2日目に通算6アンダーで暫定首位に立ち、最終日は18番で惜しくも3mのバーディチャンスを外したが、最後まで優勝争いを繰り広げて大激戦の末に3位タイに入り、アジア予選を突破した2002年以来2度目の全英切符を手に入れた。表彰式では悔しさを堪え、プラヤド・マークセン（タイ王国）のヒーローインタビューの通訳を務めた。
2009年はアジアンツアー・クイーンズカップ（タイ）で3日目を終えて通算13アンダーの単独首位に着け、最終日はバックナインでグリーンのラインを読み違えて、バーディチャンスを再三外すなど手をこまねいているうちに、地元の弱冠20歳ファダンシル・チンナラトに逆転を許し、優勝争いの末に2位タイに終わった。マカオオープンでタワン・ウィラチャン（タイ）の独走こそ許したが、日本勢最上位の5位タイに入った。
2012年のサン・クロレラクラシックでは初日の最終18番でティショットを大きく右に曲げて隣の1番ホールに打ち込み、ピンは2段グリーンの上のはるか彼方で、グリーン上で7番アイアンを握る奇策で1mにどうにか寄せ、自身初の初日首位タイ発進を決める。2日目は北海道らしからぬ猛暑のプレーでも生き生きとし、前半こそ伸び悩んだが、へこたれなかった。大親友のマークセンから教わったパッティングが板につき、後半は2番で長いバーディトライを決めてから波に乗り、続く3番では4番アイアンの残り215ヤードが入りかけ、カップまで僅か1cmのあわやイーグルに目を剥いた。4番でもこれまた下りの10mをねじ込み3連続バーディとし、首位キープに成功。3日目は前半は5バーディで一人旅も結局1打差まで詰め寄られたが首位を守り、最終日はブレンダン・ジョーンズ（オーストラリア）との一騎打ちで勝負は最終ホールまでもつれ込み、1打差の2位で迎えた18番は、カップまで3歩の絶好のバーディチャンスとなる。先にジョーンズのバーディトライを待つ間に真剣にラインを読んでいたが、ジョーンズがあっさりと6mのチャンスを決めたため、2位に終わった。
サン・クロレラクラシック2位で3年ぶりのシード権復活をほぼ確定させた勢いは続き、京滋オープンはツアー外競技ながら、42歳にして嬉しいプロ初優勝を飾った。
2013年の国内開幕戦東建ホームメイトカップでは、開幕週の月曜日に短パン姿で成田に降り立ち、開幕前日の水曜日には38度の熱が出て出場も諦めかけたが、体調不良のまま出場。初日は77位タイと出遅れるが、その後は風邪も治まり、回復に合わせて、順位も日に日に上向く。しぶとく連日の難条件を戦い抜き、3日目には9番のチップインから4〜5mのチャンスを立て続けに決めるなど4連続バーディ、上がりの3ホールは16番から3連続バーディで単独2位に浮上。最終日は荒れ狂う風で他の選手を気にしている余裕も無いのがかえってプレーに集中出来るようになり、1番で3mのバーディ発進で早速、首位を捕らえる。5番では8mをねじ込み頭ひとつ抜け出し、折り返して10番ではアゲンストの風に怖じ気づいて連続ボギーを打ったが、14番では2段グリーンの下から17mものバーディパットを沈めた。最後は僅か30cmのウィニングパットを沈め、プロ20年目にして嬉しいツアー初優勝を飾った。
2015年には3度目のシード落ちを喫するが、トレーニング等で体を絞ったことやスイング改造の効果が出た2016年はチャレンジで2勝2位2回と大活躍し、47歳にしてチャレンジ賞金王に輝いた。
2019年8月からはシニアツアーに戦いの場を移すと、同年の日本プロを最後にレギュラーツアーから引退し、2021年には全英シニアオープンで8位と健闘。
コロナ禍の最中には1年かけて怪我をしないための正しい体の使い方を学び、2022年は開幕戦の金秀シニア沖縄オープンで最終日に手嶋多一とのマッチレースに競り勝って念願のシニアツアー初優勝を飾り、全米、全英シニアオープンに出場。
2023年の佐世保シニアオープンではロングドライブを武器にショートゲームでバーディーを狙い続け、最終日8番パー3では先攻の田村尚之が1mに着けると、田村の更に内側に入れ、バーディーを重ねる白熱したゲームを展開。9番パー5では塚田がバーディーとし、パーで前半を終えた田村が2打差まで迫る。後半に入ってゲームが動き出し、塚田は10、11と5連続バーディー重ねて、田村にプレッシャーをかける。13番では田村がバーディーを獲って再び1打差となるが、15番パー3で、塚田が10m強のバーディーパットをねじ込み、11アンダーで再び並ぶ。田村が後半パッティングが決まらない中、塚田は17番で更にバーディーで首位に抜け出すが、最終18番パー5ではグリーンオーバーしてアプローチのミス。5オン1パットのボギーとした塚田に対し、着実にパーを拾った田村が再びスコアで並び人の一騎打ちはプレーオフに突入。プレーオフは1ホール目に先攻・田村のサードショットがピンまで2mに着け、後攻・塚田は田村のライン内側1.5mに着けた。田村のバーディーパットは僅かにカップをすり抜け、田村のラインを参考にした塚田は、何度もグリーンを確かめ、カップの左内側に狙いを定める。バーディーを仕留めた塚田が大接戦の末、2019年から31位（19年）、11位（2021年）、5位（2022年）と毎年順位を上げている相性の良い大会を見事制した。
コスモヘルスカップでは首位の横田真一と4打差で迎えた最終日、2番パー5でバーディーを先攻させ、4番でもバーディーを奪取。6番は池の絡むパー5で、苦手な爪先下がりの左傾斜から打ったサードショットを左に引っ掛けて距離のあるクロスバンカーへ行ってしまう。塚田は顎も高いバンカーからピンに向かって1mに着けるスーパーショットを見せ、微妙なパーパットは外してボギーにしてしまうが、7、8番と慎重にゲームを進めてバウンスバックに成功し、前半は3つスコアを伸ばして後半に向かった。後半のシグネチャーホールの13番パー4で、セカンド108ヤードから5m５弱の距離に着けて、バーディーパットを決めた。15番のパー5では3打目をあえてピンを狙わず、縦距離だけを合わせ、下りの4mをきっちりと仕留める。16番でも連続バーディーとしスコアを伸ばしたが、全体の流れがわからないまま残りのホールを消化していく。迎えた最終18番パー5では思っていたよりも飛距離が出ていたこともありラフに苦戦し、グリーンオンまで4打かかってしまい、2パットでまさかのボギー。通算10アンダーはプレーオフもあると覚悟したが、最終組がスコアを落としていたため、最終1組前でプレーしていた塚田が首位とは4打差の逆転優勝を果たした。

## 主な優勝
レギュラー
- 2012年 - 京滋オープン
- 2013年 - 東建ホームメイトカップ、京滋オープン
- 2016年 - 富士ホームサービスチャレンジカップ、everyone PROJECT Challenge Golf Tournament 石川遼プロデュース

シニア
- 2022年 - 金秀シニア沖縄オープン
- 2023年 - 佐世保シニアオープン、コスモヘルスカップ